# موراشیتسه (ناحیه خرودیم)
موراشیتسه (به چکی: Morašice) یک منطقهٔ مسکونی در جمهوری چک است که در ناحیه خرودیم واقع شده‌است. موراشیتسه ۶۸۰ نفر جمعیت دارد.